# برايان دوبسون
برايان دوبسون (بالإنجليزية: Brian Dobson)‏ هو لاعب كرة قدم بريطاني، ولد في 1 مارس 1934 في كولشيستر في المملكة المتحدة. لعب مع كولتشستر يونايتد.